# Fender (maritim)
 For alternative betydninger, se Fender (flertydig). (Se også artikler, som begynder med Fender)
Fender – fast monteret eller løs komponent, som eksempelvis anvendes ved beskyttelse af en skibsside.
En fender er i sejlsport en kofanger, der bruges til at holde bådene fra at ramme kajen eller beskadige hinanden.
Moderne fendere er konstrueret af gummi eller plast, og skroget fyldes med luft eller skum. Et hyppigt anvendt materiale er gamle bildæk.
I tidligere tid var de vævet af reb i en række forskellige mønstre, som stadig bruges af historisk interesserede bådejere. Også fendere af reb med korkfyld fandtes.
Både har typisk mobile fendere, der placeres mellem båden og kajen, som båden lægger til. Nogle faste bådpladser har faste fendere.